# 飯塚薬品
飯塚薬品株式会社（いいづかやくひん、英: Iizuka-yakuhin Co.,ltd.）は、かつて埼玉県川口市に本社を構えていた日本のドラッグストア・チェーンストアである。スギホールディングスのグループ企業再編に伴い2011年2月1日、スギ薬局によって吸収合併された。

## 概要
スギホールディングス株式会社の傘下企業で、「ドラッグスギ」の名称で、群馬県、東京都、埼玉県、千葉県で店舗を展開している。かつては、店舗名は「イイズカ薬品」（「イイヅカ薬品」ではない）であった。現在の法人は、再建のために2008年2月に旧法人の会社分割で新設された法人。
スギホールディングスの傘下になってから、スギ薬局と共通のポイントカードの導入、一部店舗でのカウンセリングコーナー設置など、スギ薬局との一体化を図っている。

## 沿革
- 1972年 - 飯塚薬品有限会社設立。
- 1989年 - 本社を群馬県前橋市に移転。
- 1992年 - 株式会社に組織変更し、商号を飯塚薬品株式会社に変更。
- 1997年 - 売上高200億円突破。
- 2007年 - 株式会社スギ薬局（現・スギホールディングス株式会社）の子会社となる。
- 2008年2月28日 - （旧）飯塚薬品株式会社を株式会社アールシステムに社名変更。同時に、株式会社アールシステムが会社分割を行い、子会社として（新）飯塚薬品株式会社を埼玉県川口市に設立し、ドラッグ事業、不動産賃貸事業などを継承させる。
- 2008年2月29日 - （新）飯塚薬品株式会社の全株式を、株式会社スギ薬局（現・スギホールディングス株式会社）に譲渡し、完全子会社となる。
- 2008年3月1日 - 運営店舗の名称を「飯塚薬品」から「ドラッグスギ」とする。
- 2008年10月10日 - 前橋地方裁判所より株式会社アールシステム（旧飯塚薬品）の特別清算開始が決定。負債総額は37億8000万円。なお、既存の店舗は、（新）飯塚薬品株式会社により引き続き運営されている。
- 2011年2月1日 - グループ内再編により株式会社スギ薬局に吸収合併される[1]。